# Eduard Greppin
Eduard Greppin (* 28. September 1856 in Delsberg; † 14. Juni 1927) war ein Schweizer Chemiker, Paläontologe und Geologe.

## Leben
Greppin war der Sohn von Jean-Baptiste Greppin und wurde von diesem an die Naturbeobachtung herangeführt. Nach dem frühen Tod seiner Mutter zog der Vater 1867 nach Basel für die Ausbildung der Söhne. Greppin studierte Chemie in Basel und an der ETH Zürich mit dem Abschluss 1878. Dann war er Chemiker bei der Firma Lyon & Cie. in Hüningen und 1887 bis zum Ruhestand 1917 bei J. R. Geigy in Basel.
Daneben befasste er sich mit Geologie und Paläontologie, insbesondere über jurassische Fossilien des Schweizer Juras. Darüber veröffentlichte er 1888 bis 1900 drei Monographien in den Abhandlungen der Schweizerischen Naturforschenden Gesellschaft. Eine betraf den Hauptrogenstein in der Umgebung von Basel, der als fossilarm galt, in der er aber in jahrelanger Arbeit 154 Arten von Gastropoden und anderen kleinen Fossilresten unterscheiden konnte, von denen 30 neue Arten waren. Eine zweite Monographie betraf die Mollusken der für die Jura-Stratigraphie wichtigen St. Verena Schichten (Oberbuchsiten, Laupersdorf), die Korallenfossilien enthielten. Er stützte die damals neue und umstrittene These von Louis Rollier, dass sie nicht dem oberen Rauracien im Berner Jura entsprachen, wie bis dahin meist angenommen, sondern dem jüngeren oberen Sequanien (das hatte zur Folge, dass der Oxfordton auf 2 km Distanz von 30 m auf 10 bis 20 cm auskeilte). Die dritte Veröffentlichung betraf die Stratigraphie und Fauna des oberen Bajacien im Gebiet Basel. Für diese Veröffentlichungen wurde er 1899 Ehrendoktor der Universität Basel. Zu weiteren grösseren Arbeiten kam er nicht mehr, beriet aber andere Geologen auf seinem Fachgebiet und gab sein Wissen freigiebig weiter.
1898 wurde er Mitglied der Kommission des Museums für Naturkunde in Basel und übernahm die Verwaltung der Sammlung zum ausseralpinen Mesozoikum. Mit seinem Freund  Andreas Gutzwiller bearbeitete er die geologischen Karten 1:25.000 der Umgebung von Basel (wie Gutzwiller arbeitete er dafür unentgeltlich, was auch für viele damalige Mitarbeiter an der geologischen Kartierung der Schweiz zutraf), besonders die Blätter Blauen, Muttenz, Gempen. Er beriet als Gutachter die Vereinigten schweizerischen Rheinsalinen und war Gutachter für die Wasserversorgung von Olten.
1924 erlitt er einen gesundheitlichen Zusammenbruch und starb 1927 ein halbes Jahr nach dem Tod seiner Lebensgefährtin an einem Schlaganfall.
Er gab über lange Jahre sein Wissen an Nachwuchs-Geologen und Paläontologen weiter, wozu er seine Mittagspausen opferte. Zu seinen Schülern in Basel gehörte Friedrich von Huene, den Greppin in die Paläontologie einführte.
Er war Mitgründer der Schweizerischen Geologischen und Paläontologischen Gesellschaft.
Sein Bruder Leopold Greppin war Direktor der Psychiatrischen Anstalt von Solothurn in Rosegg. Sein Grossvater mütterlicherseits war der Kartograph und Oberst Antoine Joseph Buchwalder, Mitarbeiter von Guillaume Henri Dufour bei der Topographischen Karte der Schweiz.

## Schriften
- Description des fossiles de la Grande Oolithe des environs de Bâle. In: Verhandl. Schweiz. Paläontolog Ges., Band 15, 1888.
- Der Dogger der Umgegend von Basel. Bericht über die 25. Versammlung des oberrheinischen geologischen Vereins in Basel, 1892.
- Etudes sur les mollusques des couches coralligènes des environs d'Oberbuchsiten. In: Verhandl. Schweiz. Paläontolog Ges., Band 20, 1895.
- Description des fossiles du Bajocien supérieur, des environs de Bâle. 3 Teile. In: Verhandl. Schweiz. Paläontolog Ges., Band 25, 1898, Band 26, 1899, Band 27, 1900.
- Über den Parallelismus der Malmschichten im Juragebirge. In: Verh. Naturf. Ges. Basel, 1900.
- Geologische Karte des Blauenberges südlich Basel. Aufgenommen 1904 und 1905, Beiträge zur geolog. Karte der Schweiz, Spezialkarte Nr. 49, 1908.
- Geologische Karte von Basel. Erster Teil. Gempenplateau und unteres Rirstal. Aufgenommen von A. Gutzwiller (Diluvium und Tertiär) und Eduard Greppin (Jura, Trias und Tektonik) 1910–1914, Beiträge zur geolog. Karte der Schweiz. Spezialkarte Nr. 77, 1915.
- mit A. Gutzwiller: Erläuterungen zur geologischen Karte von Basel. Erster Teil. Gempenplateau, 1916.